# Praça do Marquês de Pombal

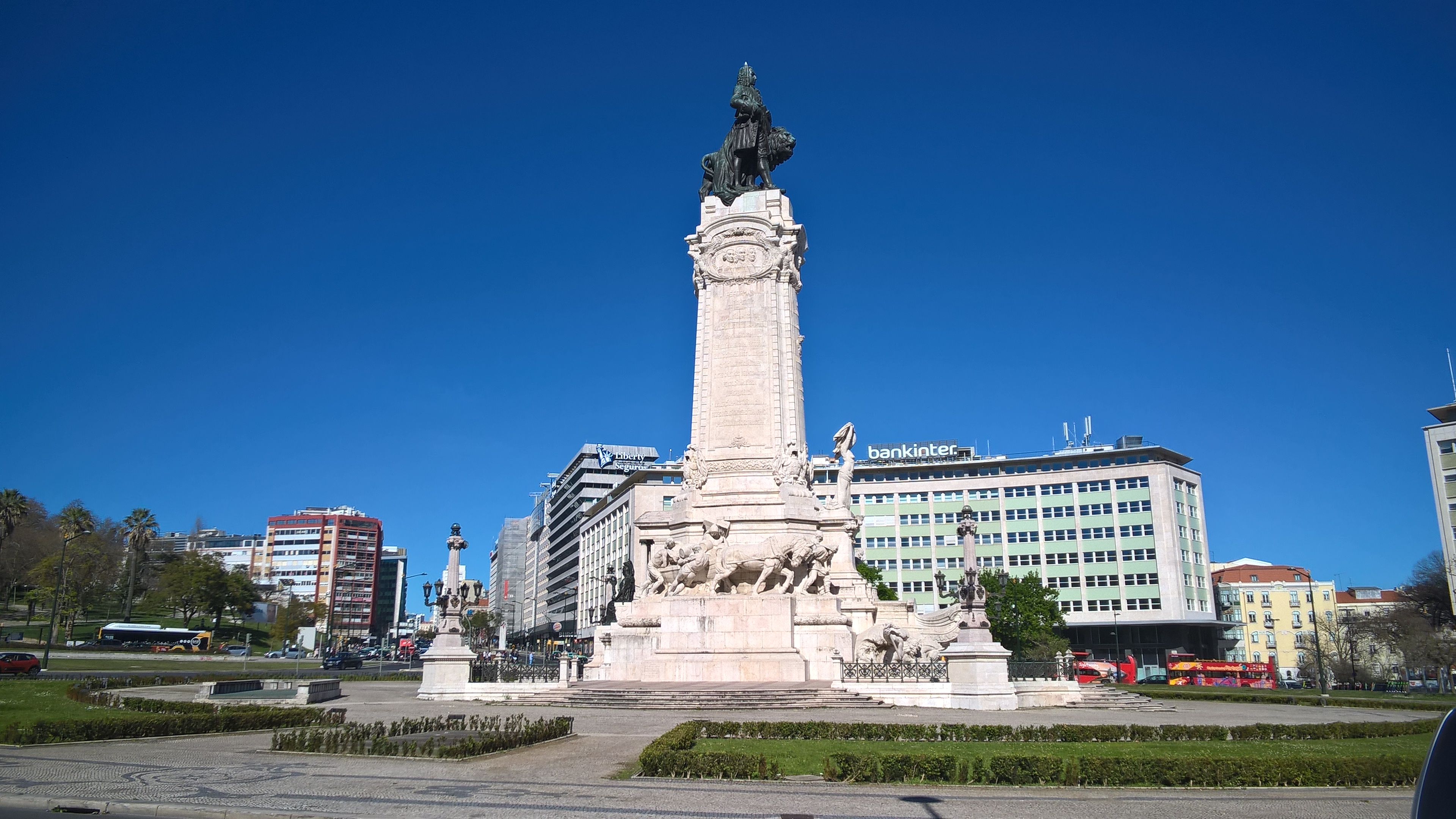
Monument op het Praça do Marquês de Pombal

Het Praça do Marquês de Pombal, ook wel bekend als Rotunda do Marquês de Pombal is een groot plein in de stad Lissabon, Portugal. Het is gelegen tussen de Avenida da Liberdade en Parque Eduardo VII. In het midden van het plein staat het monument voor Sebastião de Melo, ook wel de Markies van Pombal genoemd.

## Geschiedenis
Het plein is een eerbetoon aan Sebastião José de Carvalho e Melo, de staatsman die van 1750 tot 1777 eerste minister van Portugal was. Boven op de kolom, in het midden van het plein, staat een beeld van de Markies van Pombal, waar hij met één hand rust op een leeuw (symbool van macht) en zijn ogen gericht heeft op de wijk Baixa Pombalina, een deel van het centrum van Lissabon dat Pombal herbouwde na de  aardbeving van 1755. Het bronzen beeld, dat werd onthuld op 13 mei 1934, staat op een 40 meter hoog voetstuk van gebeeldhouwd steen.